# 케이지 포스
케이지 포스(Cage Force, 전 이름: Demolition Octagon Gear (D.O.G.))는 일본의 파산한 종합격투기(MMA) 단체이며 GCM(Greatest Common Multiple) 커뮤니케이션이 운영했다. 일본의 MMA 단체이다. 오카미 유신, 미츠오카 에이지, 히로나카 구니요시, 나카무라 게이타가 얼티밋 파이팅 챔피언십과 접촉 전 D.O.G에 참가했다.